# Баутиста, Марио
Марио Альберто Баутиста (англ. Mario Alberto Bautista; род. 1 июля 1993, Уиннемакка, Невада, США) — американский профессиональный боец смешанных единоборств. В настоящее время выступает в легчайшем весе UFC. Занимает 8 строчку официального рейтинга в легчайшем весе UFC.

## Ранние годы
Баутиста родился в Уиннемакке, Невада, США. Он начал заниматься борьбой в возрасте 14 лет и участвовал в соревнованиях в течение всех школьных лет, прежде чем начал обучаться джиу-джитсу. Марио переехал из Невады в Аризону и стал учеником Джона Крауча и участником команды MMA Lab, где он начал свою профессиональную карьеру в ММА в 2012 году.

## Карьера в смешанных единоборствах

### Ранняя карьера
Баутиста выступал в различных промоушенах, таких как Tachi Palace Fights и Combate Americas, в региональных турнирах Аризоны и Калифорнии и имел рекорд 6-0 до подписания контракта с UFC.

### Ultimate Fighting Championship
В своем дебютном бою в UFC Баутиста встретился с Кори Сэндхагеном, заменив травмированного Джона Линекера, 19 января 2019 года на UFC Fight Night 143. Марио проиграл бой болевым приёмом в первом раунде.
Баутиста встретился с Джин Чу Суном 20 июля 2019 года на UFC on ESPN 4. Он выиграл бой единогласным решением судей.
8 февраля 2020 года Баутиста встретился с Майлзом Джонсом на UFC 247. Он выиграл бой техническим нокаутом во втором раунде. Эта победа принесла ему премию «Выступление вечера».
Баутиста дрался с Тревином Джонсом, заменив Рэнди Косту, 6 марта 2021 года на UFC 259. Он проиграл бой техническим нокаутом во втором раунде.
Баутиста должен был встретиться с Гуидо Каннетти 28 августа 2021 года на UFC on ESPN 30. Однако Баутиста сдал положительный тест на COVID-19 и был снят с турнира.
Баутиста должен был встретиться с Халидом Тахой 19 февраля 2022 года на UFC Fight Night 201. Однако Таха был вынужден сняться с боя по неизвестным причинам и был заменён новичком Джеем Перрином. Баутиста выиграл бой единогласным решением судей.
Баутиста встретился с Брайаном Келлехером 25 июня 2022 года на UFC on ESPN 38. Он выиграл бой удушающим приёмом сзади в первом раунде.
Баутиста дрался с Бенито Лопесом 5 ноября 2022 года на UFC Fight Night 214. На взвешивании Лопес весил 138,5 фунтов, что на два с половиной фунта больше лимита для нетитульного боя в легчайшем весе. Это означало, что Лопес будет оштрафован на 20% от индивидуального гонорара и они достанутся Баутисте. Марио выиграл бой, проведя удушающий приём «обратный треугольник» в первом раунде. Эта победа принесла ему премию «Выступление вечера».
Матч между Баутистой и Гуидо Каннетти был перенесен на UFC Fight Night 221 11 марта 2023 года. Он выиграл бой, проведя удушающий приём сзади в первом раунде.
Баутиста должен был встретиться с Коди Гарбрандтом 19 августа 2023 года на UFC 292. Однако Гарбрандт снялся за неделю до мероприятия из-за травмы и был заменён Да'Мон Блэкширом, который в последний раз сражался за 12 августа на UFC on ESPN 51. Баутиста выиграл бой единогласным решением судей. 10 из 15 СМИ отдали победу Блэкширу.
Баутиста встретился с Рики Саймоном 13 января 2024 года на UFC Fight Night 234. Он победил единогласным решением судей.
Баутиста дрался с бывшим чемпионом UFC в полулегком весе Жозе Алду 5 октября 2024 года на UFC 307. Несмотря на то, что он не смог провести ни один тейкдаун после десяти попыток, он выиграл бой раздельным решением судей. Мнение СМИ о бое разделилось, 9 из 18 отдали победу Алду, другие 9 отдали победу Баутисте.

## Титулы и достижения

### Смешанные единоборства
- Ultimate Fighting Championship
  - Обладатель премии «Лучший бой вечера» (один раза) против Сон Чин Су
  - Обладатель премии «Выступление вечера» (два раза) против Майлза Джонса, Бенито Лопеса.

## Статистика
| Боёв 18  | Побед 16 | Поражений 2 |
| -------- | -------- | ----------- |
| Нокаутом | 3        | 1           |
| Сдачей   | 6        | 1           |
| Решением | 7        | 0           |
| Ничьи    | 0        | 0           |

| Результат | Рекорд | Соперник                | Способ                                                    | Турнир                                | Дата             | Раунд | Время | Место                   | Примечание                                           |
| --------- | ------ | ----------------------- | --------------------------------------------------------- | ------------------------------------- | ---------------- | ----- | ----- | ----------------------- | ---------------------------------------------------- |
| Победа    | 16-2   | Патчи Микс              | Единогласное решение                                      | UFC 316                               | 7 июня 2025      | 3     | 5:00  | Ньюарк, Нью-Джерси, США |                                                      |
| Победа    | 15-2   | Жозе Алду               | Раздельное решение                                        | UFC 307                               | 5 октября 2024   | 3     | 5:00  | Солт-Лейк-Сити, США     |                                                      |
| Победа    | 14-2   | Рики Саймон             | Единогласное решение                                      | UFC Fight Night: Анкалаев vs. Уокер 2 | 13 января 2024   | 3     | 5:00  | Лас-Вегас, США          |                                                      |
| Победа    | 13-2   | Да'Мон Блэкшир          | Единогласное решение                                      | UFC 292                               | 19 августа 2023  | 3     | 5:00  | Бостон, США             |                                                      |
| Победа    | 12-2   | Гуидо Каннетти          | Сдача (удушение сзади)                                    | UFC Fight Night: Ян vs. Двалишвили    | 11 марта 2023    | 1     | 3:18  | Лас-Вегас, США          |                                                      |
| Победа    | 11-2   | Бенито Лопес            | Сдача (рычаг локтя в треугольнике)                        | UFC Fight Night: Родригес vs. Лемус   | 5 ноября 2022    | 1     | 4:54  | Лас-Вегас, США          | Бой в промежуточном весе Лопес провалил взвешивание. |
| Победа    | 10-2   | Брайан Келлехер         | Сдача (удушение сзади)                                    | UFC on ESPN: Царукян vs. Гамрот       | 25 июня 2022     | 1     | 2:27  | Лас-Вегас, США          |                                                      |
| Победа    | 9-2    | Джей Перрин             | Единогласное решение                                      | UFC Fight Night: Уокер vs. Хилл       | 19 февраля 2022  | 3     | 5:00  | Лас-Вегас, США          |                                                      |
| Поражение | 8-2    | Тревин Джонс            | Технический нокаут (удары)                                | UFC 259                               | 6 марта 2021     | 2     | 0:40  | Лас-Вегас, США          |                                                      |
| Победа    | 8-1    | Майлз Джонс             | Технический нокаут (удар коленом в прыжке и удары руками) | UFC 247                               | 8 февраля 2020   | 2     | 1:41  | Хьюстон, США            | "Выступление вечера".                                |
| Победа    | 7-1    | Со Чин Су               | Единогласное решение                                      | UFC on ESPN: Дус Анжус vs. Эдвардс    | 20 июня 2019     | 3     | 5:00  | Сан-Антонио, США        | "Лучший бой вечера".                                 |
| Поражение | 6-1    | Кори Сэндхэген          | Сдача (рычаг локтя)                                       | UFC Fight Night: Сехудо vs. Диллашоу  | 19 октября 2019  | 1     | 3:31  | Бруклин, США            |                                                      |
| Победа    | 6-0    | Хуан Пабло Гонсалес     | Единогласное решение                                      | Combate 26: Mexico vs. USA            | 13 октября 2018  | 3     | 5:00  | Тусон, США              |                                                      |
| Победа    | 5-0    | А. Дж. Робб             | Сдача (гильотина)                                         | LFA 44                                | 29 июня 2018     | 2     | 3:30  | Финикс, США             |                                                      |
| Победа    | 4-0    | Рафаэль Монтини де Лима | Технический нокаут (остановка врачом)                     | LFA 31                                | 19 января 2018   | 2     | 5:00  | Финикс, США             | Вернулся легчайший в вес.                            |
| Победа    | 3-0    | ДеМаркус Браун          | Сдача (удушение сзади)                                    | SMASH Global 6                        | 28 сентября 2017 | 1     | 4:46  | Лос-Анджелес, США       | Дебют в полулёгком весе.                             |
| Победа    | 2-0    | Девон Чавес             | Сдача (удушение д’Арсе)                                   | Tachi Palace Fights 32                | 3 августа 2017   | 2     | 0:59  | Лемор, США              |                                                      |
| Победа    | 1-0    | Джесси Орта             | Технический нокаут (удары)                                | Iron Boy MMA 6                        | 15 мая 2017      | 1     | 1:28  | Финикс, США             | Дебют в легчайшем весе.                              |